# Bogdan Olteanu (volley-ball)
Pour les articles homonymes, voir Bogdan Olteanu.
Bogdan Olteanu est un joueur roumain de volley-ball né le 11 mai 1981 à Bucarest. Il mesure 1,97 m et joue réceptionneur-attaquant. Il totalise 170 sélections en équipe de Roumanie. Il a été élu meilleur joueur roumain en 2003, 2004 et 2005.
Il est marié avec l'américaine Lily Kahumoku, également volleyeuse.

## Clubs
| Club                     | Pays      | De        | À         |
| Université de Cracovie   | Roumanie  | 2001-2002 | 2001-2002 |
| VfB Friedrichshafen      | Allemagne | 2002-2003 | 2003-2004 |
| Teleunit Gioia del Colle | Italie    | 2004-2005 | 2004-2005 |
| Mail Service Corigliano  | Italie    | 2005-2006 | 2005-2006 |
| Modugno Volley           | Italie    | 2006-2007 | 2006-2007 |
| Fiorese Spa Bassano      | Italie    | 2007-2008 | 2007-2008 |
| Unicaja Almería          | Espagne   | 2008-2009 | 2009-2010 |
| Tours Volley-Ball        | France    | 2010-2011 | ...       |

## Palmarès
- Coupe d'Allemagne (2)
  - Vainqueur : 2003, 2004
- Championnat d'Espagne
  - Vice-champion : 2009, 2010
- Coupe d'Espagne (2)
  - Vainqueur : 2009, 2010
- Coupe de France (1)
  - Vainqueur : 2011
- Championnat d'Argentine (3)
  - Vainqueur : 2012, 2013, 2014
- Championnat d'Amérique du Sud des clubs (1)
  - Vainqueur : 2013
  - Finaliste : 2012

- Championnat de Roumanie (1)
  - Vainqueur : 2018

- Coupe de Roumanie (1)
  - Vainqueur : 2018